# Mezőpeterd
Mezőpeterd (románul Peterd) község Hajdú-Bihar vármegyében, a Berettyóújfalui járásban.

## Fekvése
A Bihari-síkon található, az Ölyvös-ér közelében. A szomszédos települések: észak felől Váncsod, délkelet felől Biharkeresztes, dél felől Told, nyugat felől pedig Berettyóújfalu.

### Megközelítése
A településen áthalad a 42-es főút, mely egyben az E60-as és E79-es nemzetközi út is, így ez a legfontosabb közúti elérési útvonala; Váncsoddal és Gáborjánnal a 4815-ös út kapcsolja össze.
Autóbusszal elérhető Berettyóújfalu, Váncsod, illetve Biharkeresztes felől is.
A hazai vasútvonalak közül a települést a MÁV 101-es számú, Püspökladány–Biharkeresztes(–Nagyvárad) között húzódó Püspökladány–Biharkeresztes-vasútvonala érinti, amely szintén nemzetközi tranzit útvonal. A vasútnak egy megállási pontja van a község határai között; Mezőpeterd vasútállomás a központtól mintegy másfél kilométerre északra helyezkedik el, a 4815-ös út vasúti keresztezése közelében; közvetlen közúti elérését az abból kiágazó 48 317-es számú mellékút teszi lehetővé.

## Története
A község első írásos említése 1291-ből való, a 16. század végén lakott hely magyar népességgel. A hagyomány az ősi Peterdi családot tartja e helység első birtokosának, és ezt tanúsítja egy 1552-ben keltezett okirat is. A 17. század folyamán elpusztult, az 1692-es összeírás néptelen pusztaként tartotta számon. 1733-ban főleg románok, másodsorban pedig magyarok népesítették be újra. Az ortodox egyház anyakönyveit 1829-ig cirill betűkkel vezették. Köznemesi birtok, a 19. század első felében a Gázsy család tulajdona volt.
Vasútja  1858. április 24-én nyílt meg.

## Közélete

### Polgármesterei
| Időszak   | Polgármester | Párt      | Megjegyzés |
| --------- | ------------ | --------- | ---------- |
| 1990–1994 | Pap Miklós   | független |            |
| 1994–1998 | Kádár Miklós | független |            |
| 1998–2002 | Pap Miklós   | független |            |
| 2002–2006 | Pap Miklós   | független |            |
| 2006–2010 | Pap Miklós   | független |            |
| 2010–2014 | Pap Miklós   | független |            |
| 2014–2019 | Pap Miklós   | független |            |
| 2019–2024 | Pap Miklós   | független |            |
| 2024-     | Pap Miklós   | független |            |

Az 1998-ban megválasztott Pap Miklós a fia a községet 1990 és 1994 között vezető Pap Miklósnak

## Népesség
A település népességének változása:
| Lakosok száma | 572  | 581  | 599  | 582  | 520  | 515  | 521  |
|               | 2013 | 2014 | 2015 | 2021 | 2022 | 2023 | 2024 |

A korábban magyar lakosságú falu a 18. századtól kezdve sokáig román többségű település volt. Az 1880-as népszámlálás adatai alapján Mezőpeterd lakosságának 60%-a román, 40%-a magyar volt. Trianon után a román lakosság igen gyors ütemű asszimilálódása indult meg, mely Mezőpeterden kívül még több tucat másik kelet-magyarországi települést is érintett. Ennek eredményeképpen a 20. század végére a mezőpeterdi románság szinte teljesen felszívódott, 1990-ben már csak 4 fő vallotta magát románnak a településen.
2001-ben a település lakosságának 97%-a magyar, 3%-a cigány nemzetiségűnek vallotta magát.
A 2000-es években újraszerveződő román kisebbségi önkormányzat munkásságának köszönhetően elindult egy lassú visszatérés az elveszett kultúrához, melynek eredményeképp a 2011-es népszámlálás adatai alapján (amikor egyvalaki már több nemzetiséget is megjelölhetett) újra 63 fő vallotta magát románnak Mezőpeterden.
A 2011-es népszámlálás során a lakosok 85,2%-a magyarnak, 6,4% cigánynak, 0,2% németnek, 11,5% románnak mondta magát (14,4% nem nyilatkozott; a kettős identitások miatt a végösszeg nagyobb lehet 100%-nál). A vallási megoszlás a következő volt: római katolikus 15%, református 44,4%, görögkatolikus 0,5%, egyéb (főleg ortodox) felekezet 8,4%, felekezeten kívüli 7,1% (24,5% nem válaszolt).
2022-ben a lakosság 91,9%-a vallotta magát magyarnak, 12,5% románnak, 5,6% cigánynak, 1,2% egyéb, nem hazai nemzetiségűnek (7,9% nem nyilatkozott; a kettős identitások miatt a végösszeg nagyobb lehet 100%-nál). Vallásuk szerint 43,8% volt református, 10,4% római katolikus, 2,5% görög katolikus, 2,5% ortodox, 1% egyéb keresztény, 0,6% egyéb katolikus, 16,5% felekezeten kívüli (22,5% nem válaszolt).

## Nevezetességei
- Római katolikus temploma 1758-ban épült barokk stílusban, jelenleg műemlék épület. (Kossuth út, a 42-es főút mentén).
- Görögkeleti (ortodox) templom: A román anyanyelvű lakosság számára épült a 18. században (Petőfi utca).
- Református imaház (Bem utca).
- A Gázsy- és Pazonyi Elek családok kriptái 1800-as évekből, a temető elején (Kossuth út, 42-es főút a katolikus templommal szemben).
- I.- és II. világháborús emlékmű (Petőfi utca 7).
- Egykori nemesi udvarház meglévő épülete: Ma vegyesbolt és presszó (Kossuth út, 42-es főút mentén).
- Muzeális tűzoltófecskendő-kocsi a Vegyesbolt előtt.
- Gázsy János Faluház, Teleház  (Petőfi utca 13)
- Polgármesteri hivatal (Petőfi utca 19)
- A településtől keletre halad el a szarmaták által 324 és 337 között épített, az Alföldet körbekerülő Csörsz-árok vagy más néven Ördögárok nyomvonala.